# Liste der Kulturgüter in Vérossaz
Die Liste der Kulturgüter in Vérossaz enthält alle Objekte in der Gemeinde Vérossaz im Kanton Wallis, die gemäss der Haager Konvention zum Schutz von Kulturgut bei bewaffneten Konflikten, dem Bundesgesetz vom 20. Juni 2014 über den Schutz der Kulturgüter bei bewaffneten Konflikten sowie der Verordnung vom 29. Oktober 2014 über den Schutz der Kulturgüter bei bewaffneten Konflikten unter Schutz stehen.
Objekte der Kategorie A sind im Gemeindegebiet nicht ausgewiesen, Objekte der Kategorie B sind vollständig in der Liste enthalten, Objekte der Kategorie C fehlen zurzeit (Stand: 1. Januar 2023).

## Kulturgüter
| Foto |                                                                                  | Objekt                                                                                   | Kat. | Typ | Standort                              | Beschreibung |
| ---- | -------------------------------------------------------------------------------- | ---------------------------------------------------------------------------------------- | ---- | --- | ------------------------------------- | ------------ |
| BW   | Datei hochladen · Wikidata zu Ensemble mit Mühle, Walke und Sägewerk (Q29929146) | Ensemble mit Mühle, Walke und Sägewerk / Ensemble moulin, foulon, scierie KGS-Nr.: 07168 | B    | G   | Chemin de Chavanne 24 564659 / 118500 |              |
| ja   | Datei hochladen · Wikidata zu Kirche Sainte-Marguerite (Q29929168)               | Kirche Sainte-Marguerite / Église Sainte-Marguerite KGS-Nr.: 07169                       | B    | G   | Route de l’Église 5a 565252 / 117781  |              |